# Simone Signoret
Simone Signoret, születési nevén Simone Henriette Charlotte Kaminker (Wiesbaden, Német Birodalom, 1921. március 25. – Autheuil-Authouillet, 1985. szeptember 30.) Oscar-díjas francia színésznő.

## Életrajz
Családja részben lengyel zsidó eredetű. Apja a neves magyar szemész, Hirschler Ignác egyik testvérének unokája. Németországban született, Párizsban tanult, többek között angolul és latinul is. A második világháború idején színészek egy csoportjával ismerkedett meg, és velük vált színésznővé. Első nagy szerepét első férje, Yves Allégret Les démons de l’aube c. filmjében kapta. Allégret-vel kötött házassága három évig tartott, ezalatt született egy leányuk, Catherine, aki szintén filmszínésznő lett.
1950-ben ismerkedett meg Yves Montand-nal, aki rövidesen a második férje lett. Signoret és Montand emberi és művészi kapcsolata a színésznő haláláig tartott, dacára Montand és Marilyn Monroe kapcsolatának. Monroe-val való románcáról Simone Signoret írt a „Már a nosztalgia sem a régi (La nostalgie n’est plus ce qu’elle était)” című memoárjában.
Az 1959-es cannes-i filmfesztiválon Simone Signoret a legjobb női alakítás díját kapta, 1960-ban Oscar-díjjal is jutalmazták a Hely a tetőn c. filmben nyújtott alakításáért. A film összesen hat jelölést kapott. Signoret mellett a forgatókönyvíró Neil Paterson is átvehette a legnagyobb elismerést jelentő szobrocskát. Hat évvel később Oscarra jelölték Stanley Kramer rendező Bolondok hajója című filmjében nyújtott alakításáért, de nem nyerte el a díjat.
Marina Vlady Szerelmem, Viszockij című könyvében szeretettel írt Signoret emberi nagyságáról és hozzá fűződő szinte anya-gyermeki viszonyukról.

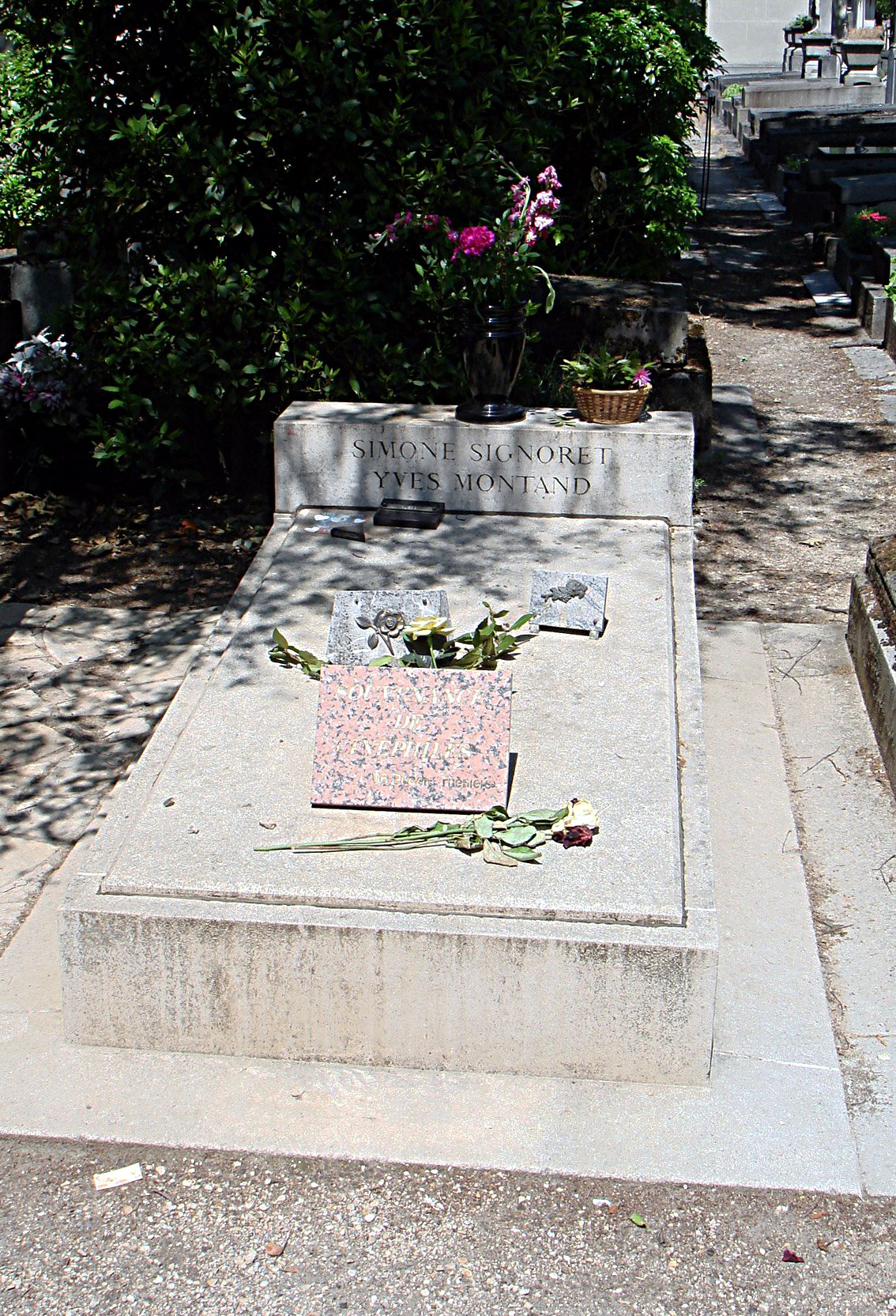
Simone Signoret és Yves Montand sírja a Père-Lachaise temetőben

## Filmjei
- 1943 – (Adieu Léonard)
- 1946 – Párizs sötét utcáin (Macadam) ... Gisele
- 1948 – (Against the Wind)
- 1950 – Körbe-körbe (La Ronde) ... Leocadie, a prostituált
- 1950 – (Gunman in the Streets)
- 1951 – Aranysisak (Casque d’or) ... Marie, Aranysisak
- 1953 – Thérèse Raquin (Thérèse Raquin) ... Thérèse Raquin
- 1955 – Ördöngösök (Les Diaboliques) ... Nicole Horner
- 1956 – Halál a kertben (La Mort en ce Jardin) ... Djin
- 1956 – Salemi boszorkányok (Les sorcières des Salem) ... Elisabeth Proctor
- 1959 – Hely a tetőn (Room at the Top) ... Alice
- 1960 – Adua és társnői (Adua e le compagne) ... Adua Giovannetti
- 1961 – Gonosz játékok (Les mauvais coups) ... Roberte
- 1962 – A tárgyalás (Term of Trial) ... Anna, Graham Weir felesége
- 1963 – Szép május (Le joli mai)
- 1965 – A tökéletes bűntény (Compartiment tueurs) ... Éliane Darès
- 1965 – Bolondok hajója (Ship of Fools) ... La Condesa
- 1966 – Ébresztő a halottnak (The Deadly Affair) ... Elsa Fennan
- 1967 – (Games) ... Lisa Schindler
- 1968 – (The Sea Gull) ... Arkadina
- 1969 – Árnyékhadsereg (L’armée des ombres) ... Mathilde
- 1970 – A vallomás (The Confession - L’aveu) ... Lise
- 1971 – A macska (Le chat) ... Clémence Bouin
- 1971 – Az özvegy (La veuve Couderc) ... Veuve Couderc Tati
- 1973 – Égő pajták (Les granges brûlées) ... Rose
- 1973 – A királynő nehéz napja (Rude journée pour la reine) ... Jeanne
- 1974 – Az orchidea húsa (La chair de l’orchidée) ... Lady Vamos
- 1976 – Police Python 357 (Police Python 357) ... Thérèse Ganay
- 1977 – Előttem az élet (La Vie devant soi) ... Madame Rosa
- 1978 – A bírónő dossziéi (Madame le Juge)
- 1980 – (Chère inconnue) ... Louise
- 1982 – Az egyiptomi utas (L’étoile du Nord) ... Madame Baron
- 1982 – Guy de Maupassant (Guy de Maupassant) ... Guy de Maupassant anyja
- 2008 – (Marilyn, dernières séances) ... önmaga

## Önéletírása magyarul
- Már a nosztalgia sem a régi; szerk., jegyz. Szeredás András, ford. Szentgyörgyi Rita; ÁKV-Budapest–Intertype, Bp., 1990